# Cheironitis haroldi
Cheironitis haroldi là một loài bọ cánh cứng trong họ Bọ hung (Scarabaeidae).